# Symfonie nr. 8 (Holmboe)
Vagn Holmboe voltooide zijn Symfonie nr. 8 in 1951 en gaf het de subtitel Sinfonia boreale (Noordse symfonie).
Holmboe vond dat er eigenlijk geen goede symfonie meer geschreven kon worden na de genrewerken van Carl Nielsen. Zelf hield hij zich daar niet aan; hij zou er veertien componeren. Deze Symfonie nr. 8 is de achtste in de reeks; het zou zestien jaar duren voordat hij zich weer aan een genummerde waagde, wel schreef hij een ongenummerde symfonie in die periode.
Holmboe keerde met zijn achtste terug naar de klassieke indeling van de symfonie. Vier delen appelleren aan het noordse gevoel van de componist. Het boekwerkje citeert een lezing van Paul la Cour over het werk; hij zag meer het onderzoeken van de componist naar zijn noords karankter, dan dat het noordse gevoel zou weergeven. Het belangrijkste thema is direct aan het begin te horen in de partij van de basklarinet, direct nadat de symfonie geopend is door een slag op de pauken. Het laat vervolgens rustige passages horen afgewisseld met uitbarstingen waarbij de muziek soms werd vergeleken met die van Richard Wagner.
De delen:
1. Allegro molto instensio
2. Tempo giusto
3. Andante con moto
4. Allegro passionato

Het werk ging in première op 5 maart 1953; het Deens Radio Symfonieorkest speelde het toen onder leiding van Paul Kletzki. 
Orkestratie
- 3 dwarsfluiten (III ook piccolo), 3 hobo’s (III ook althobo), 3 klarinetten (III ook basklarinet), 2 fagotten, 1 contrafagot
- 4 hoorns, 3 trompet, 3 trombones, 1 1 tuba
- pauken, 3 man/vrouw percussie, celesta
- violen, altviolen, celli,  contrabassen

Symfonie nr. 1 · nr. 2 · nr. 3 · nr. 4 · nr. 5 · nr. 6 · nr. 7 · nr. 8 · Sinfonia in memoriam · nr. 9 · nr. 10 · nr. 11 · nr. 12 · nr. 13 ·